# Forcipomyia tenuisquampies
Forcipomyia tenuisquampies är en tvåvingeart som beskrevs av Wirth 1952. Forcipomyia tenuisquampies ingår i släktet Forcipomyia och familjen svidknott. Inga underarter finns listade i Catalogue of Life.